# Astragalus scalaris
Astragalus scalaris är en ärtväxtart som beskrevs av Sereno Watson. Astragalus scalaris ingår i släktet vedlar, och familjen ärtväxter. Inga underarter finns listade i Catalogue of Life.